# Lu Muzhen

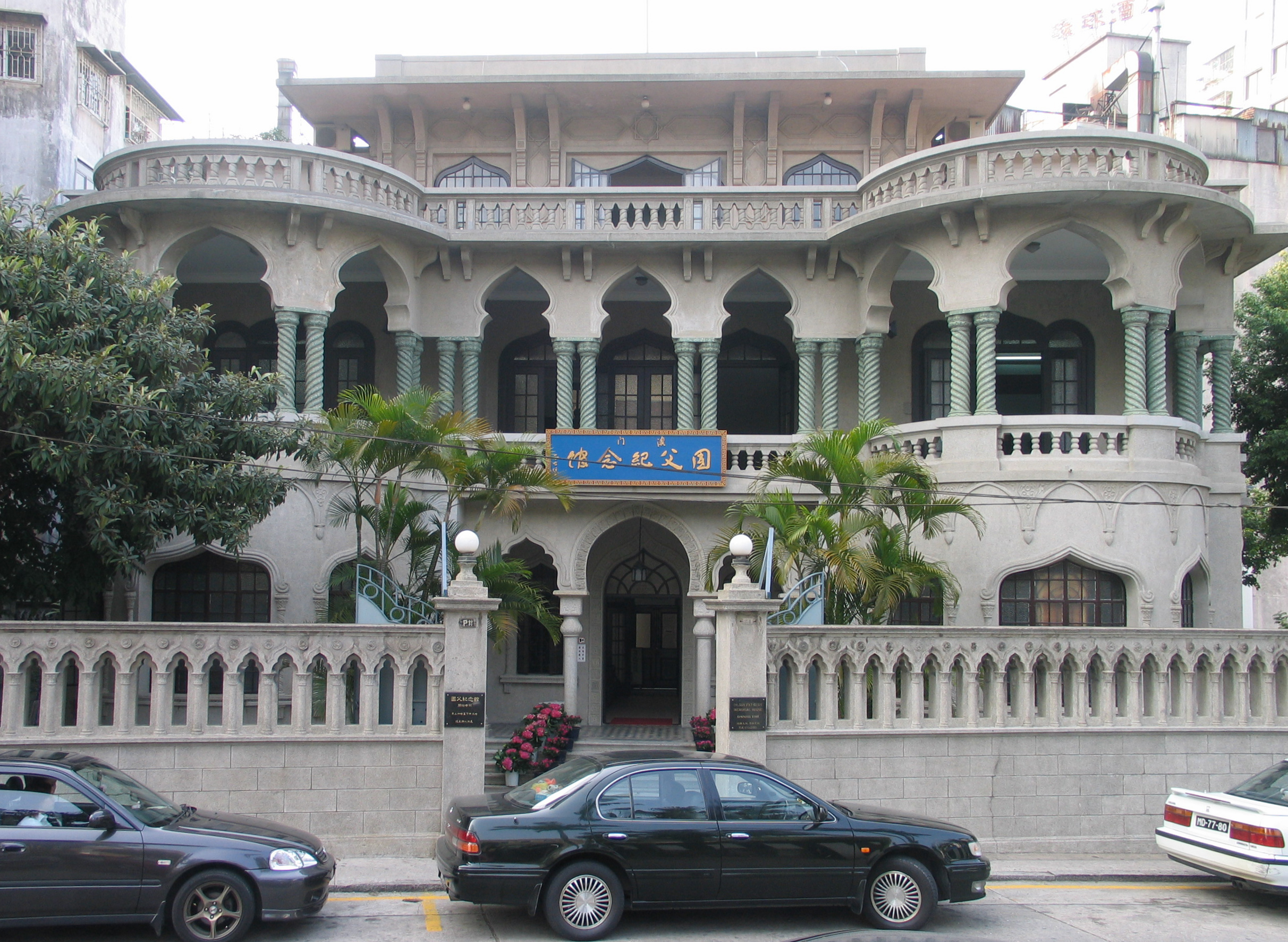
Sun Yat Sen Memorial House à Macao. Il s'agit d'une ancienne maison de Lu Muzhen.

Lu Muzhen, chinois : 卢慕贞 ; pinyin : Lú Mùzhēn (30 juillet 1867 - 7 septembre 1952) est la première femme du révolutionnaire chinois Sun Yat-sen.

## Biographie
Lu Muzhen naît le 30 juillet 1867.
Elle épouse Sun Yat-Sen au cours d'un mariage arrangé par leurs parents quand il a 19 ans, en 1884, et ils ont un fils, Sun Ke (孫科), et deux filles, Sun Yan (孫娫) et Sun Wan. Elle a les pieds bandés et accompagne rarement Sun lors de ses campagnes révolutionnaires ; en 1911, Sun Yat-sen abolira lui-même cette pratique.
Quand Sun Yat-sen est recherché par la dynastie Qing, elle cache ses enfants et sa belle-mère chez le frère de Yat-sen à Honolulu. Lorsque ce dernier fait faillite après avoir donné tout son argent à son frère, elle part à Kowloon avec sa famille.
Elle emménage à Macao quand Sun la quitte en 1915 pour épouser Soong Ching-ling. Elle-même ne s'oppose pas à la séparation, estimant ne pas pouvoir être d'une grande aide aux idéaux révolutionnaires. En septembre 1918, son fils lui achète une maison qui est maintenant un musée consacré à Sun Yat-Sen.
Elle est chrétienne pratiquante et officie comme diacre à l'église baptiste de Macao.
Elle meurt le 7 septembre 1952.

## Postérité
En avril 2012, elle est le sujet d'une exposition au mausolée de Sun Yat-sen.